# Quebrando o Tabu
Quebrando o Tabu é um filme brasileiro, sobre a temática do combate às drogas, dirigido por Fernando Grostein Andrade com a participação em depoimentos de personalidades como Fernando Henrique Cardoso, Paulo Coelho e Dráuzio Varella. Também foram colhidos depoimentos de Bill Clinton e Jimmy Carter. 

## Sinopse
Na década de 70 os Estados Unidos fizeram o planeta declarar guerra às drogas, numa tentativa de obter um mundo livre de drogas. Mas os danos causados por elas nas pessoas e na sociedade só aumentaram. Com várias personalidades como Fernando Henrique Cardoso, o filme sai ao encontro de soluções, princípios e conclusões, mantendo o foco das discussões em torno da  descriminalização das drogas. Bill Clinton, Jimmy Carter e ex-chefes de Estado, como da Colômbia, do México e da Suíça, mostram o motivo de suas opiniões. É capturado o relato de pessoas comuns, que tiveram suas vidas atingidas pela Guerra às Drogas, até experiências de Drauzio Varella, Paulo Coelho e Gael Garcia Bernal. 